# Emília Trepat i Riba
Emília Trepat i Riba (Barcelona, Barcelonès, 1913 - Barcelona, 20 de desembre de 1993) fou una atleta catalana.
Emília Trepat va ser una de les grans protagonistes de les curses de velocitat dels campionats estatals dels anys 1933, 1935 i 1936. Va córrer en representació de diferents clubs al llarg de la seva carrera esportiva. El 1933 va defensar els colors del Club Femení d'Esports, conjuntament amb Rosa, Mercè i Dolors Castelltort i Vila, també grans figures de l'atletisme de principis dels anys 30. El 1935 competí registrada com a component del club FAEGE, que tenia diverses seccions, entre les quals una d'excursionisme, i el 1936 sortí com a independent sense arribar a córrer per cap club en concret. Va ser campiona de les proves de 80 m llisos als campionats del 1933 i 1935; també de la cursa de 150 m llisos del 1933 i de les curses de 300 m llisos els anys 1935 i 1936. El 1935 va batre el rècord de Catalunya i d'Espanya als 300 m llisos. En aquest campionat del 1935 també hi va haver competició masculina i, curiosament, la premsa de l'època va establir unes clares distincions de tracte entre les dones i els homes que van participar-hi. Emília Trepat era senyoreta i el seu equivalent en masculí era atleta.

## Palmarès
Campionat de Catalunya
- 80 metres llisos: 1935, 1936
- 150 metres llisos: 1933
- 300 metres llisos: 1935, 1936